# Bűzös holyva
A bűzös holyva (Ocypus olens) a rovarok (Insecta) osztályának bogarak (Coleoptera) rendjébe, ezen belül a mindenevő bogarak (Polyphaga) alrendjébe és a holyvafélék (Staphylinidae) családjába tartozó faj.

## Előfordulása
A bűzös holyva elterjedési területe egész Európa. Magyarországon a nagy testű holyvák közül az egyik leggyakoribb faj.

## Megjelenése
A bűzös holyva 22-32 milliméter hosszú, fénytelen fekete színű rovar; a legnagyobb termetű magyarországi holyvafaj. A holyvafélék családjának tipikus képviselője: rövid szárnyfedőiről könnyen felismerhető. Alatta művészien összehajtogatott hártyás szárnyak helyezkednek el. Tud repülni, de ezt ritkán teszi.
A többi, hozzá hasonló nagy termetű holyvafajtól a következő jellemzők alapján választhatjuk el:
- előtorának oldalpereme oldalnézetben lehajló szegélyként látható, legalább az előtor hátulsó két harmadában,
- fejét és előtorát testhez simuló, finom alapszőrzet borítja,
- teste sötét, fémfény előfordulhat; a potrohon sincsen eltérő színű szőrfolt,
- ajaktapogatójának utolsó íze megnyúlt, orsó alakú,
- rágója széles és zömök, belső élén egy nagyobb és egy kisebb fogacska látható,
- feje négyszögletes,
- elülső lábszárán tövisek vannak,
- szárnyfedőjének hossza kb. megegyezik az előtor hosszával,
- potroha ötödik szabadon álló hátlemezét hátul vékony, világos hártya szegélyezi.

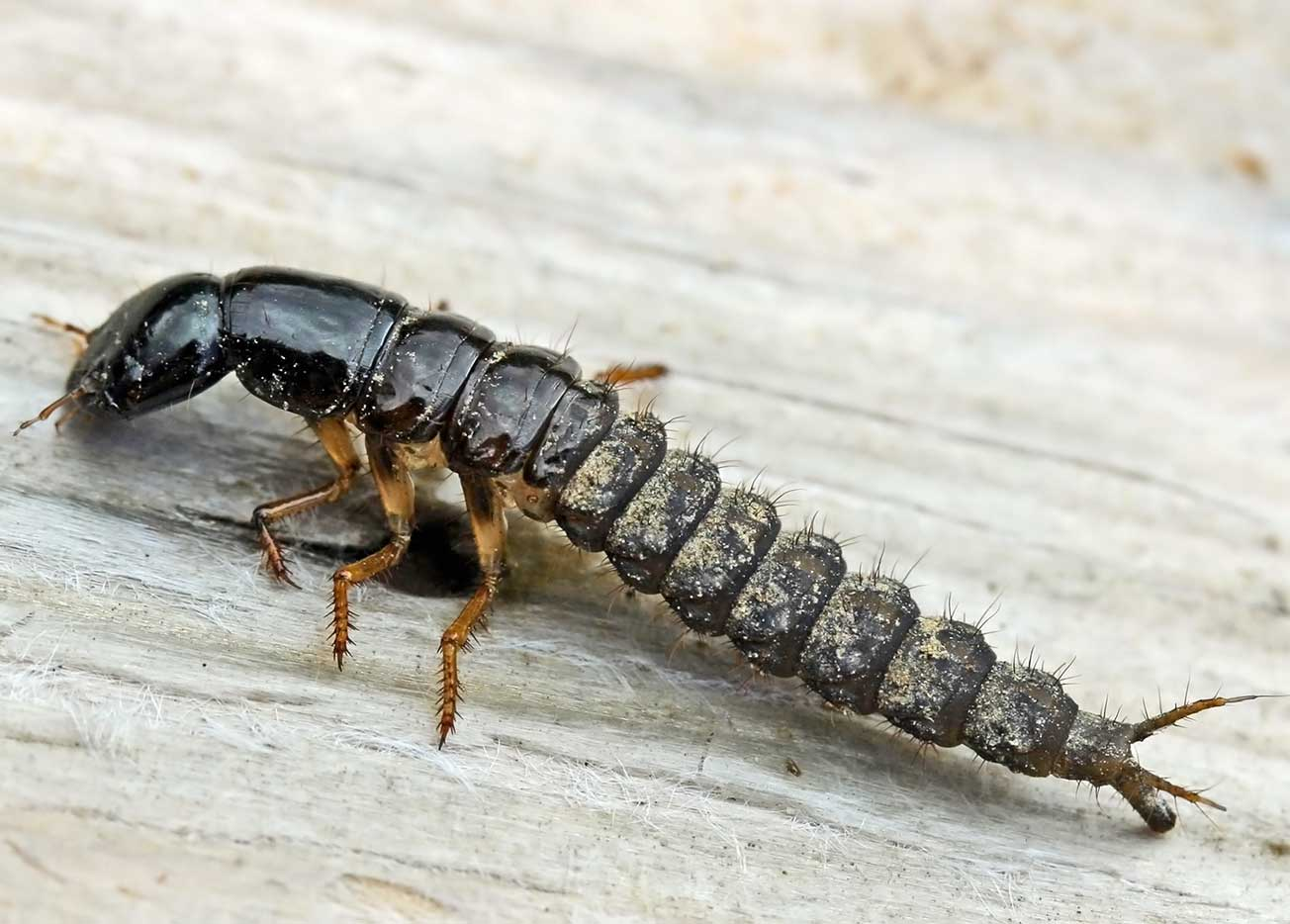
Lárvája szintén ragadozó

## Életmódja
A bűzös holyva Magyarországon leginkább a hegy- és dombvidékek erdős, bokros helyein honos. Nappal kövek alatt vagy az avarban találjuk meg. Éjszaka aktív, bár párás, borús időben néha nappal is látható. Lakott településeken, városias környezetben is gyakran előfordul.
Ragadozó életmódot folytat, apró állatokkal táplálkozik. Ha fenyegetve érzi magát, potrohát felhajlítja, és kitüremíti fehér mirigyeit, melyekből riasztó szagú (az emberi orr számára némiképp gyümölcsillatú) váladékot bocsát ki. Ilyenkor félelmetesnek látszik, de az emberre teljesen ártalmatlan (ha megfogják, természetesen harapni próbál). Lárvája szintén éjszakai életmódú ragadozó, avarban, kövek alatt bújik meg.